# André Sanità
André Sanità (* 28. března 1992 Solingen, Německo) je německý sportovní šermíř, který se specializuje na šerm fleretem. Německo reprezentuje mezi muži od roku 2015. V roce 2016 obsadil třetí místo na mistrovství Evropy v soutěži jednotlivců. S německým družstvem fleretistů vybojoval v roce 2015 třetí místo na mistrovství Evropy.